# Morgan dollar
De Morgan dollar was een Amerikaanse dollarmunt die met tussenpozen werd geslagen van 1878 tot 1921. Het was de eerste standaard zilveren dollar die werd geslagen sinds de productie was gestopt als gevolg van de Fourth Coinage Act, een wet die onder andere een eind maakte aan het vrije munten van zilver. De munt dankt zijn naam aan zijn ontwerper George T. Morgan. De voorkant geeft een profiel van Libertas, terwijl de achterkant een adelaar met uitgestrekte vleugels laat zien. 
De dollar werd geautoriseerd door de Bland–Allison Act, waardoor de Treasury maandelijks ter waarde van twee tot vier miljoen aan zilver moest aanschaffen tegen marktwaarde en hieruit maandelijks dollars moest slaan. In 1890 werd de Bland–Allison Act vervangen door de Sherman Silver Purchase Act, die vereiste dat de Treasury maandelijks 140.000 kg zilver moest aanschaffen, maar slecht zoveel dollars hoefde te produceren als jaarlijks benodigd. Deze Act werd ingetrokken in 1893.  
In 1898 werd door het Congres een wet aangenomen die vereiste dat het resterende edelmetaal dat onder de Sherman Silver Purchase Act was aangeschaft diende te worden omgezet in zilveren dollars. Toen in 1904 deze zilverreserves waren uitgeput, stopte de Munt met het slaan van de Morgan dollars. De Pittman Act uit 1918 autoriseerde het smelten en opnieuw slaan van miljoenen zilveren dollars. Op basis hiervan werd in 1921 opnieuw de Morgan dollar geslagen, die later dat jaar werd vervangen door de Peace dollar.